# Maszyna licznikowa
Maszyna licznikowa – abstrakcyjny model maszyny będący prostą odmianą maszyny rejestrowej.
Najprostsza jej wersja zawiera dwie komendy: INC(R,Z), która zwiększa zawartość rejestru R o 1 i przechodzi do komendy Z oraz DEC(R,Z1,Z2), która zmniejsza zawartość rejestru R o 1 i przechodzi do komendy Z1, jeśli zawartość rejestru jest większa niż 0. Jeśli rejestr R zawiera zero to komenda nie zmienia jego zawartości i automatycznie przechodzi do komendy Z2.